# Юсуф и Зулейха

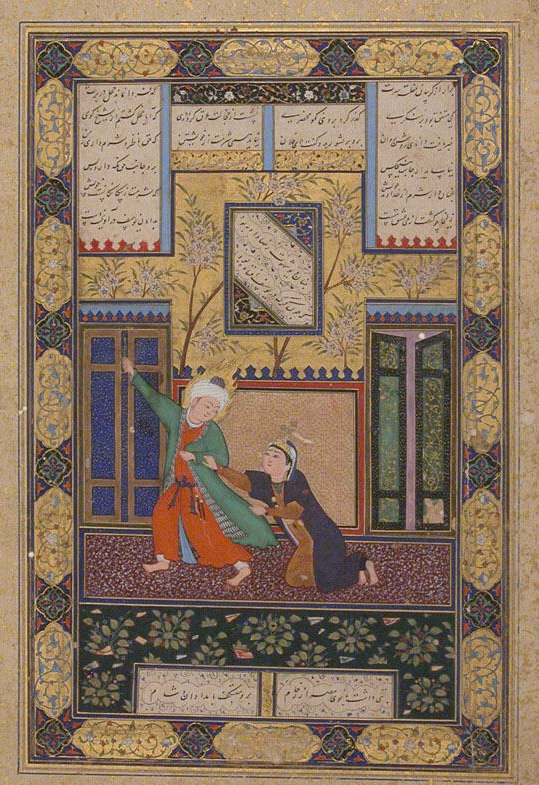

Юсуф и Зулейха (Йусуф и Зулейха, Юсуф и Зелиха) — кочующий сюжет, литературно-фольклорный мотив многих литературных памятников народов Востока.
В основе рассказа — библейско-кораническая история об Иосифе Прекрасном (известном в Коране как Юсуф) и безымянной в Библии жене Потифара. Эта женщина в арабских легендах приобретает имя Зулейха («соблазнительница»), под этим же именем, а также как Зефира, она фигурирует в исламской поэзии. Имеет множество поэтических переложений — поэм IX—XV веков, в том числе за авторством Джами.

## Сюжет
Первая часть сюжета основана на библейском рассказе (повторенном в суре Корана): жена Потифара влюбляется в слугу Иосифа, пытается его соблазнить, он её отвергает, и она на него клевещет, после чего Иосифа заключают в тюрьму. В Библии далее эта женщина не упоминается, если не считать того, что фараон дает Иосифу, сделавшему успешную карьеру, дочь некого вельможи, жреца Потифара, которую зовут Асенефа. Толкователи Библии и апокрифических иудейских сказаний спорят, дочь ли это его прежнего хозяина и той женщины, либо дочь его тезки. В исламском же фольклоре Зулейха не исчезает из повествования, а наоборот, в итоге завоевывает сердце Иосифа: «Зулейха до конца своих дней остается верной своей любви — мужчине которого она увидела во сне — Иосифу. Она борется за свою любовь. На этом пути она не пренебрегает обманом и даже клеветой. Зулейха достигает своей цели спустя сорок лет, когда в душе Иосифа распускается роза любви».
Любовь Зулейхи к Юсуфу трактуется намного более возвышенно, чем в Библии, это чистое, высокое и вечное чувство, истинная самоотверженная любовь. Благодаря этому сюжет и получил такое распространение в поэзии.
Кроме того, по толкованию ряда ученых, у некоторых религиозных поэтов любовь Юсуфа к Зулейхе — это, как и принято в суфийских произведениях, не просто любовь к женщине, а Любовь к Аллаху, раскрытая через образ Зулейхи, стремление души к Богу.

## Анализ
Помимо Библии, иудейских легенд (мидрашей) и Корана в основу развития сюжета легли устные народные легенды семитских народов. Также высказывается, что и сама история Иосифа вошла в Библию как наследие ассиро-вавилонских легенд.
В Коране история Иосифа составляет отдельную суру («Юсуф»). Историю возникновения сюжета исследовали ещё древние арабские ученые, например комментатор Корана Табари. Сюжет о Юсуфе встречается в «Истории пророков», позже появились версии на персидском языке. Первой поэтому считается произведение Фирдоуси (в авторстве ныне сомневаются).
Всего в восточной литературе насчитывается около 150 литературных произведений на эту тему (причем около 45 из них на тюрки). Исследователи отмечают, что многие детали, общие для этих поэм, но не фигурирующие в Коране, скорее всего ведут своё происхождение из текстов персидского комментатора Корана и историка Ибн Джарира ат-Табари (839—923), писавшего на арабском языке. Ат-Табари — автор многочисленных богословских трудов, среди которых наиболее известен его тридцатитомный комментарий к Корану под названием «Джами‘ ал-байан фи-т-тафсир ал-кур’ан» («Всеобъемлющие разъяснения к толкованию Корана»).

## Произведения
Мир и вражда, отрава и лекарство, —

Приди, любовь, приди, полна коварства!

То превратишь безумца в мудреца,

То превратишь разумного в глупца.

Однажды ночью Зулейха больная,

Свою тоску с безумьем разделяя,

Пила из чаши горечи настой,

Объятая болезненной мечтой.

Безумная, откинув покрывало,

В отчаянье к любимому взывала:

«Скажи мне: кто ты? Как тебя зовут?

Скажи мне: где найду я твой приют? (...)»

- Месневи Юсуфа Меддаха или Дарира (1367)
- Месневи Сули Факиха[азерб.] (XIV век)
- Поэма Андалиба (XVIII век).
- Поэма Джами «Юсуф и Зулейха» (1483 год). Зулейха за свою попытку соблазнения и клевету наказана: на семь лет превращена в слепую страшную старуху. Потом она раскаивается, рассказывает царю о своем проступке, и бросается к его ногам. Её узнают только после того как она принимает истинную веру и от этого к ней возвращается её красота. В конце она — скромная жена Иосифа. (Перевод С. Липкина[5].)
- Поэма Джунайдулло Хазика.
- Староузбекская поэма Дурбека (русский перевод Сергея Северцева)[6].
- Дастан Жусипбека Шайхисламулы «Юсуф и Зулейха»[7].
- Булгаро-татарская поэма Кул Гали «Кыйсса-и Йосыф» («Сказание о Юсуфе»)[8] (1212—1233 гг.). Существует спектакль по поэме «Юсуф и Зулейха», который идет на территории РФ в регионах.
- Поэма Махмуда Гами.
- Поэма Махмуд Касыма «Юсуф и Зулейка» (XIII век).
- Поэма Назима Херави.
- Поэма Рабгузи.
- Курдская поэма Селим Слемана «Юсуф и Зулейха» (XVI в.).
- Поэма Физули (XVI век).
- Поэма Фирдоуси «Юсуф и Зулейха» (1009—1020 гг). Зулейха становится женой Юсуфа и ведет праведный образ жизни. (Авторство Фирдоуси ныне отводится).
- Маснави Хатаи Тебризи «Юсуф и Зулейха».
- Поэма Шахина Ширази.
- Турецкая поэма Шеййад Хамза «Юсуф и Зелиха» (XIII век). Существует русский перевод.

## Экранизации
- Yusuf ile Züleyha (1970), Турция-Иран
- «Пророк Юсуф» — телевизионный сериал (2008), Иран